# Anta (Peru)
Anta – miasto w Peru, w regionie Cuzco, stolica prowincji Anta. W 2008 liczyło 6 696 mieszkańców.